# الرياضياتيه
تعرف الرياضيات على انها "الجهد المبذول لتوظيف المنهجية الرسمية والطريقة الصارمة للرياضيات كنموذج لممارسة الفلسفة".  وكذلك يمكننا تعريفها على انها وجهة نظر معرفية ترى بأن الواقع رياضي في الأساس.  وقد أطلق هذا المصطلح على عدد من الفلاسفة، منهم فيثاغورس  ورينيه ديكارت  على الرغم من عدم استخدام المصطلح بمفردهم.
نما الدور الذي تلعبه الرياضيات في الفلسفة الغربية وتوسع منذ فيثاغورس فصاعدا. فمن الواضح ان الأعداد كانت لها أهمية خاصة بالنسبة لمدرسة فيثاغورس ، بيد الاعمال الافلاطونية للاحقة هي التي جذبت تسمية الرياضيات من الفلاسفة المعاصرين. علاوة على ذلك، فإن رينيه ديكارت هو اول من قدم نظرية معرفية رياضية والتي وصفها بالرياضيات الشاملة ، والتي يشار إليها أيضًا باسم الرياضياتية.

## فيثاغورس
بالرغم من عدم وجود كتابات لفيثاغورس نفسه، إلا أن أفلاطون ادلة قوية تفيد بأن فيثاغورس هو رائد مفهوم الرياضياتيه ، وتم تلخيصه في الاقتباس الذي يُنسب إليه غالبًا وهو أن "كل شيء هو رياضيات". يقول أرسطو عن مدرسة فيثاغورس:

## أفلاطون
كان للمدرسة الفيثاغورسيه اثرا على أعمال أفلاطون. الأفلاطونية الرياضية هي وجهة نظر ميتافيزيقية مفادها أن (أ) هناك كائنات رياضية مجردة وجودها مستقل عنا، و(ب) هناك جمل رياضية حقيقية توفر أوصافًا حقيقية لمثل هذه الأشياء. إن استقلال الأشياء الرياضية يجعلها غير مادية ولا وجود لها في المكان أو الزمان. كما أن وجودهم لا يعتمد على الفكر أو اللغة. ولهذا السبب يتم اكتشاف البراهين الرياضية، وليس اختراعها. والدليل كان موجودا قبل اكتشافه، ولم يعد إلا معروفا لمن اكتشفه. 
وبالتالي يمكننا تلخيص الافلاطونية الرياضية في ثلاثة اوجه :
- وجود. توجد كائنات رياضية.
- التجريد. الكائنات الرياضية مجردة.
- استقلال. الأشياء الرياضية مستقلة عن الوكلاء الأذكياء ولغتهم وفكرهم وممارساتهم.

## رينيه ديكارت

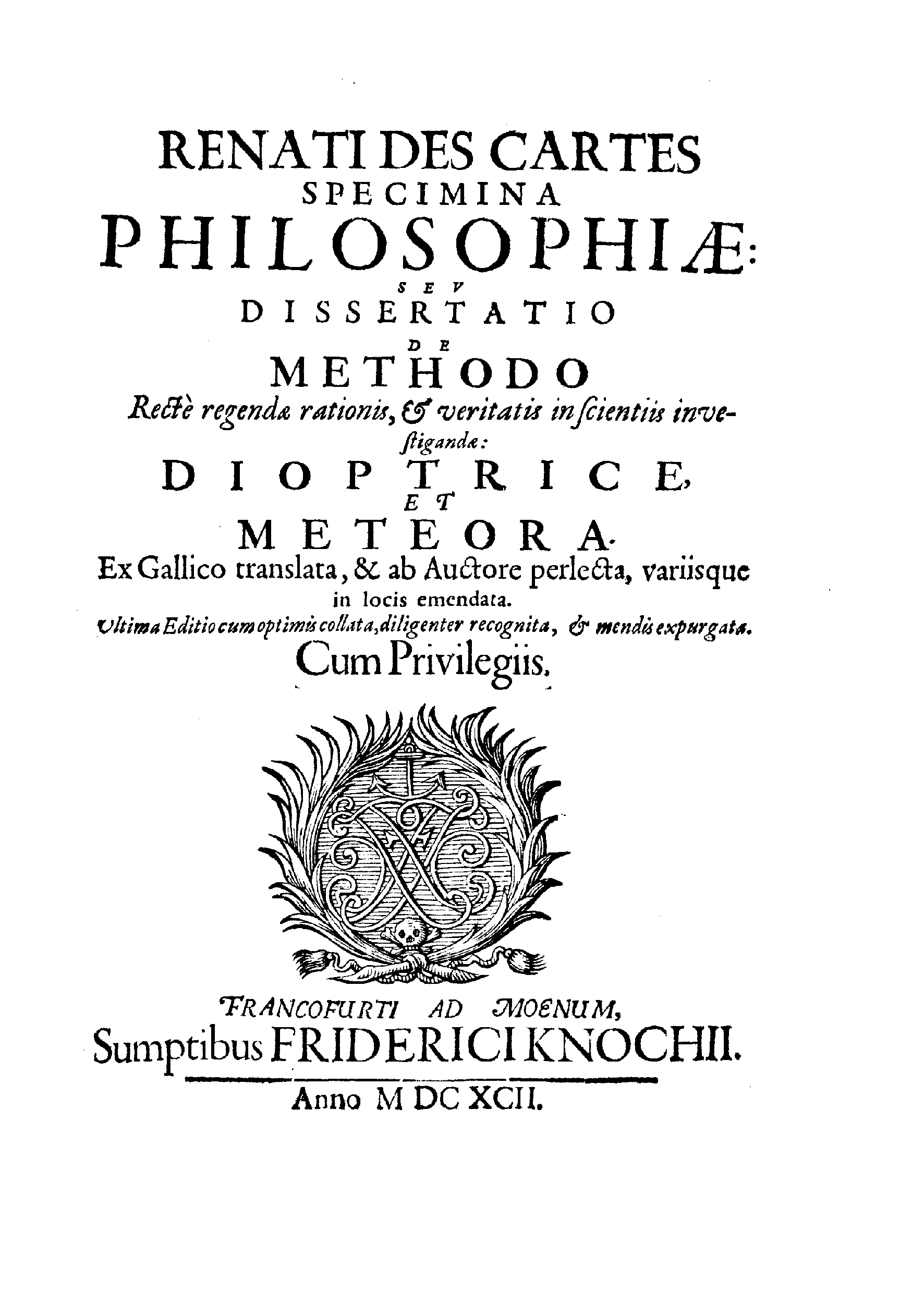
ديكارت، رينيه – Discours de la méthode، 1692 – BEIC 1273122

بالرغم من أن الأساليب الرياضية للتحقيق قد استخدمت لتحديد المعنى وتحليل العالم منذ فيثاغورس، بيد ان ديكارت يعد منشأ نظرية المعرفة ، حيث وضع قواعد لتوجيه العقل . واقترح أن الطريقة، وليس الحدس، هي التي يجب أن توجه العقل، قائلاً:

## برتراند راسل وألفريد نورث وايتهيد
مبادئ الرياضيات هو عمل ضخم يتكون من ثلاثة مجلدات حول أسس الرياضيات كتبه علماء الرياضيات ألفريد نورث وايتهيد وبرتراند راسل ونشر في الأعوام 1910 و1912 و1913. وكان لهذا العمل، بحسب مقدمته، ثلاثة أهداف:
1. لتحليل أفكار وأساليب المنطق الرياضي إلى أقصى حد ممكن وتقليل عدد المفاهيم البدائية والبديهيات وقواعد الاستدلال ؛
2. للتعبير بدقة عن الافتراضات الرياضية في المنطق الرمزي باستخدام التدوين الأكثر ملاءمة الذي يسمح به التعبير الدقيق؛
3. لحل المفارقات التي ابتلي بها المنطق والنظرية في مطلع القرن العشرين، مثل مفارقة راسل . [6]

## أنظر أيضا
- الفيزياء الرقمية
- علم النفس الرياضي
- الأفلاطونية الحديثة
- ذرية نقطة الوحدة
- مشروع ولفرام للفيزياء
- خاصية عالمية
- دي آرتي كومبيناتوريا
- مقالة نحو شخصية حقيقية ولغة فلسفية
- اللغة العامة